# Roger Leir
Roger Krevin Leir (20 de marzo de 1935 - 14 de marzo de 2014) fue un cirujano podólogo y ufólogo estadounidense, más conocido como investigador de supuestos implantes extraterrestres. Escribió libros como The Aliens and the Scalpel, y apareció en varios programas de radio y televisión, incluyendo Coast to Coast AM, alegando haber descubierto pruebas de "experimentación no terrestre en el hombre".

## Carrera
Nació cerca de la Bahía de San Francisco en 1935. A los 13 años su familia se trasladó al sur de California. Su imaginación durante su infancia la describía como "salvaje y vívida", fantanseando a menudo con que podía volar. Asistió a la Universidad del Sur de California licenciándose en Ciencias en 1961. En 1964, se especializó como podólogo y más tarde empezó a colaborar con la Mutual UFO Network (MUFON).
En una conferencia de MUFON en 1995, examinó las radiografías de una mujer que pensaba que había sido abducida. Tras una intervención quirúrgica extrajo dos pequeños objetos extraños metálicos de su cuerpo, y también de un segundo paciente. Los objetos fueron analizados por el Instituto de Minería y Tecnología de Nuevo México, que determinó que "estaban compuestos de elementos comúnmente encontrados en la Tierra", como el hierro o el aluminio. Al describir algunos de estos objetos, el informe del laboratorio concluyó que su composición era como la de los meteoros. El doctor Leir interpretó que esto significaba que los objetos extraídos de sus pacientes eran "de origen extraterrestre". Llegó a pensar que los objetos eran dispositivos implantados por extraterrestres siendo una "prueba científica de la experimentación no terrestre en el hombre". Pronto se hizo famoso con casos de secuestros alienígenas y comunidades ovni. Se hizo de un equipo compuesto por un dentista, un radiólogo y un cirujano general para que lo ayudaran en sus prácticas. Afirmó que los objetos que retiró de los pacientes emitían "ondas de radio de frecuencia en el espacio profundo", que tenían propiedades magnéticas extrañas o contenían estructuras cristalinas extrañas. Según el investigador escéptico Joe Nickell, los "implantes" que Leir afirmó haber descubierto estaban compuestos por elementos como fragmentos de vidrio o fragmentos de metal que se alojan en brazos, manos, piernas y pies debido a caídas accidentales o al caminar descalzo. Cuando se le solicita que proporcione muestras o fotos a un instituto médico forense para su análisis, el asociado de Leir, Derrel Sims, desistió.
En 1999 publicó The Aliens and the Scalpel, donde describía como realizaba su cirugía de "implante". Su siguiente libro, Casebook: Alien Implants, fue publicado en 2000. Comenzó a aparecer en programas de radio y televisión, y asistió a conferencias sobre ovnis. En 2001, un periodista que visitaba su oficina en Ventura, California, informó que poseía revistas de ovnis y una estantería llena de "muñecas alienígenas con ojos de insecto". En 2003 viajó a Varginha, Brasil, donde investigó el supuesto accidente de una nave espacial extraterrestre, y en 2005 publicó el libro titulado UFO Crash in Brazil.

## Muerte
Su fallecimiento se produjo el 14 de marzo de 2014, en Thousand Oaks, California, seis días antes de cumplir 79 años. La causa de la muerte fue debido a un ataque al corazón.